# جام کره
جام کره (به انگلیسی: Korea Cup) ( کره‌ای: 코리아컵 국제축구대회، ترجمه تحت الفظی: مسابقات بین‌المللی فوتبال جام کره) یک تورنمنت بین‌المللی فوتبال بود که از سال ۱۹۷۱ تا ۱۹۹۹، هر سال در کره جنوبی برگزار می‌گردید 

## جستارها وابسته
- تیم ملی فوتبال کره جنوبی
- فدراسیون فوتبال کره جنوبی
- جام صلح